# Forráskút
Forráskút is een plaats (község) en gemeente in het Hongaarse comitaat Csongrád. Forráskút telt 2200 inwoners (2007).